# Viessmann
El grupo Viessmann es fabricante internacional de sistemas de calefacción con sede en la localidad de Allendorf (Alemania). El grupo controla 23 divisiones de producción y gestión de proyectos en 11 países, sus productos están disponibles en 74 países, posee 32 filiales y 120 oficinas de ventas en todo el mundo. Viessmann también es un patrocinador importante de deportes de invierno y de motor.

## Perfil
La empresa fue fundada en Hof (an der Saale) en 1917 por Johann Viessmann y ha sido propiedad de la familia durante tres generaciones. El presidente y director ejecutivo actual es Dr. Martin Viessmann. Desde 2010 la empresa emplea a 9.400 personas y reporta ventas anuales de € 1.700 millones. Hoy Viessmann ofrece una amplia gama de productos HVAC, incluyendo:
- Sistemas con tecnología de condensación de gasóleo y de gas
- Sistemas térmicos solares
- Sistemas fotovoltaicos
- Bombas de calor
- Sistemas de calefacción con biomasa (madera)
- Generación combinada de calor y electricidad (CHP)
- Sistemas de biogás
- Equipos de ventilación y aire acondicionado

para instalaciones comerciales, industriales y residenciales que van desde 1,5 a 116.000 kW.

## Historia
El Grupo Viessmann se originó en Hof en las orillas del Saale, donde Johann Viessmann creó un pequeño taller en 1917, especializado en la construcción de calderas de acero. En 1937 trasladó las operaciones a Allendorf (Eder) en el norte de Hesse. Después de la Segunda Guerra Mundial, Hans Viessmann se hizo cargo de la empresa de su padre y la modernizó introduciendo producción en serie y procesos industriales. En los años 1950 y 1960, el gasóleo sustituyó al combustible sólido utilizado anteriormente, mientras que las calderas de acero se volvían cada vez más importantes. Viessmann aprovechó estas oportunidades de crecimiento y se convirtió en una empresa industrial de tamaño medio con 1.400 empleados.
La década de 1970 fue una época de expansión. En 1972, Viessmann abrió su primera fábrica extranjera en Faulquemont (Francia), seguido de Waterloo, Ontario (Canadá), el primer lugar fuera de Europa, en 1978. Con el desarrollo de nuevas tecnologías, la empresa respondió a los desafíos de la crisis energética: En 1976, los primeros colectores solares fueron producidos, seguidos de las primeras bombas de calor en 1978. La caída del muro de Berlín en 1989 abrió nuevos mercados - inicialmente en la antigua Alemania Oriental y más tarde en Europa del Este. Al final de 1991/principio de 1992, Dr. Hans Viessmann entregó la compañía a su hijo, Dr. Martin Viessmann.
En la década de los 90, grandes cambios estructurales estaban teniendo lugar: de calderas para suelo a calderas murales, de gasóleo a gas,  de calderas de gas a tecnología de condensación. Viessmann estableció una nueva planta de producción de calderas de gas para pared en Allendorf  al mismo tiempo que desarrollaba una oficina internacional de ventas y red de sucursales. A partir de 2005, la compañía lanza la campaña "Eficiencia Plus" centrada en la demostración de ahorro de energía y procesos sostenibles y en reducir la huella ambiental de la empresa, a la vez que amplía la gama de productos con la adquisición de otras tecnologías. Viessmann adquirió primero los especialistas en combustión de madera Mawera y Köb, seguidos de KWT, un fabricante de bombas de calor grandes y ESS para sistemas combinados de calor y electricidad. La adquisición de BIOFerm, Schmack y Carbotech cubrió el área de la tecnología de biogás, y con una planta de colectores solares de tubos de vacío en Dachang (China), la compañía amplió su presencia en el mercado de sistemas térmicos de energía solar.
Tras la introducción de la campaña "Eficiencia Plus", Viessmann recibió,  en 2009 y en 2011, el Premio Alemán de Sustentabilidad por la producción más sostenible y la marca más sostenible de Alemania, respectivamente. En 2010, la compañía también recibió el Premio de Eficiencia Energética por optimizar la producción y el uso de energía en sus instalaciones de fabricación.

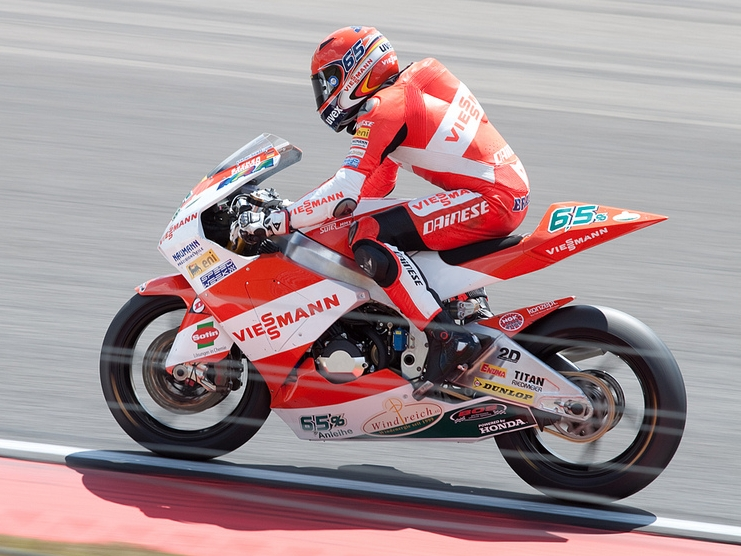
Stefan Bradl, 2010

## Deportes
Viessmann es uno de los principales patrocinadores de los deportes de invierno como el biatlón, esquí de fondo, trineo, combinada nórdica y saltos de esquí. Entre los atletas patrocinados están Andrea Henkel, Alexander Wolf, Evi Sachenbacher-Stehle, Axel Teichmann, Eric Frenzel, Tatjana Hüfner, Felix Loch, y Michael Uhrmann. La compañía también patrocina al equipo Kiefer Racing del Gran Premio de motos de carreras, con el que el piloto Stefan Bradl ganó el campeonato del mundo Moto2 2011.